# Polskie Towarzystwo Schronisk Młodzieżowych
Polskie Towarzystwo Schronisk Młodzieżowych (PTSM) – stowarzyszenie utworzone w 1926 roku (jako trzecie towarzystwo schronisk młodzieżowych na świecie). Jest w Polsce reprezentantem światowego ruchu schronisk młodzieżowych – Międzynarodowej Federacji Schronisk Młodzieżowych.
Działalność statutowa PTSM obejmuje:
- organizowanie sieci schronisk młodzieżowych,
- organizowanie środowiskowych, wojewódzkich i centralnych imprez turystycznych,
- upowszechnianie najtańszej i najbardziej wartościowej wśród młodzieży formy letniego wypoczynku – obozów wędrownych.

Upowszechnianiu idei obozów wędrownych służy ponad 80 tzw. "tras typowych" PTSM organizowanych w oparciu o sieć schronisk młodzieżowych.
Członkostwo w PTSM poświadcza legitymacja PTSM, która wydawana jest każdemu turyście, bez względu na wiek. Ważność legitymacji krajowej przedłuża się uiszczając składkę roczną. Poza tym dostępna jest jeszcze legitymacja międzynarodowa, która wydawana jest na 1 rok. Posiadanie legitymacji często wiąże się z możliwością uzyskania rabatu na nocleg.
Dodatkowo członkostwo w PTSM poświadcza legitymacja z logo Hostelling International (np. ISIC-PTSM), która jest wydawana na podobnych zasadach i dodatkowych wymogach.  
Ważnym ogniwem organizacyjnym Towarzystwa są koła PTSM, które w liczbie ponad 800 (głównie szkolne) skupiają miłośników taniej turystyki schroniskowej.